# Моркио, Себастьян
Себастьян Моркио (исп. Sebastián Darío Morquio Flores; род. 22 января 1976[…], Монтевидео) — уругвайский футболист.

## Клубная карьера
Моркио является воспитанником футбольной академии «Насьоналя», где он дебютировал в сезоне 1997 года. В 1999 году он перешёл в аргентинский клуб «Уракан». В сезоне 2000 года Себастьян выиграл чемпионат дивизиона В аргентинской Примеры. Голы, забитые Моркио, помогли «Уракану» одержать победу в «класико» над «Сан-Лоренсо» (2:1). В 2002 году Себастьян покинул аргентинский клуб, сыграв за него более 100 матчей.
После того, как Себатьян ушёл из «Уракана», он довольно часто менял клубы, так в 2003 году он поиграл за три команды в разных чемпионатах: «Атлетико Рафаэла», «Уралан» и «Альянса Лима». Моркио стал первым представителем Уругвая в чемпионате России. В «Уралане» он за полгода провёл 10 матчей, после чего вернулся в Южную Америку.
В 2003 году Себастьян покинул перуанский клуб «Альянса Лима», после чего по сезону отыграл за клубы «Эль-Порвенир», «Прогресо» и «Альдосиви».
В 2009 году Моркио перешёл в чилийский клуб «Курико Унидо». 15 марта В матче против «Рейнджерс», он дебютировал в чилийской Примере. 4 октября 2009 года во встрече против «Универсидад де Консепсьон», защитник забил свой первый и единственный гол за клуб.
С 2010 года Себастьян выступал за клубы аргентинские низших дивизионов «Депортиво Эспаньол» и «Депортиво Майпу». В 2012 году он принял решение завершить карьеру футболиста.